# توپنشتدت
توپنشتدت (به آلمانی: Toppenstedt) یک شهر در آلمان است که در Salzhausen واقع شده‌است. توپنشتدت ۲٬۱۳۶ نفر جمعیت دارد.